# Роган, Лукаш
Лукаш Роган (чеш. Lukáš Rohan, род. 30 мая 1995 года, Мельник, Чехия) — чешский каноист-слаломист. Серебряный призёр летних Олимпийских игр 2020 года. Призёр чемпионатов Европы. 

## Спортивная биография
Лукаш соревнуется в дисциплине С1 (каноэ-одиночки), хотя в дисциплине С2 (каноэ-двойки) он также выступал вместе с Адамом Свободой и Мартином Риха в разное время с 2010 по 2015 годы. Его тренирует родной отец, серебряный призер Олимпийских игр Иржи Рохан.
В 2014 и 2018 годах на чемпионатах Европы в командных соревнованиях у каноистов-одиночников завоевал две награды - серебро и бронзу. В 2020 году, на континентальном первенстве по гребному слалому в Праге, в личном первенстве показал второе время и завоевал серебряную медаль турнира. 
На летних Олимпийских играх 2020 года Лукаш завоевал серебряную медаль в соревнованиях каноистов-одиночек. Уверенно выступил в предварительном раунде, затем в полуфинале показал четвёртое время, а в финале имея штрафное время показал второе время и завоевал олимпийскую награду.  